# 下格斯根

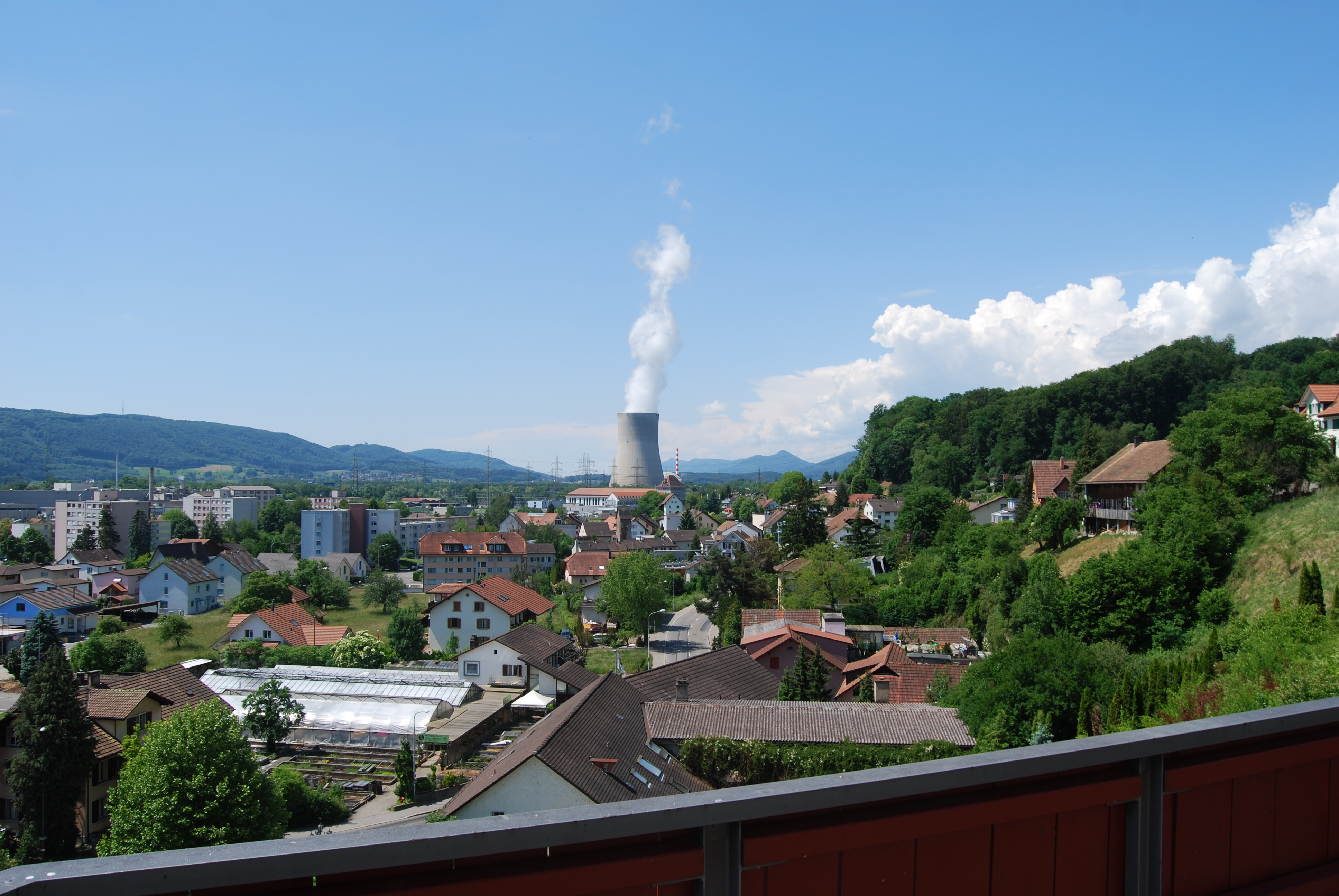

下格斯根是瑞士的城鎮，位於該國北部，由索洛圖恩州負責管轄，面積4.33平方公里，海拔高度377米，2012年人口3,759，四成半人口信奉羅馬天主教，人口密度每平方公里868人。

## 外部連結
- Official website（页面存档备份，存于） （德文）